# Chování spotřebitele
Studie chování zákazníků je založena na chování spotřebitele při nákupu, kde zákazník hraje různé role – iniciátor, ovlivňovatel, rozhodovatel, kupující a uživatel. Výzkum ukázal, že chování spotřebitelů je obtížné předpovědět i pro odborníky v daném oboru. Relationship marketing je velkým přínosem pro analýzu chování zákazníků, protože má velký zájem o opětovné objevení skutečného významu marketingu přes opětovné potvrzení důležitosti zákazníka nebo kupujícího. Větší důraz je také kladen na udržení spotřebitele, řízení vztahů se zákazníky, na personalizaci, přizpůsobení a one-to-one marketingu. Sociální funkce lze rozdělit do společenského výběru a funkce prosperity.
Každá metoda pro sčítání hlasů se předpokládá jako společenské funkce, ale pokud se použije Arrowa věta možností  pro sociální funkci, je dosažena funkce prosperity. Některé specifikace společenských funkcí jsou rozhodnost, neutralita, anonymita, monotónnost, jednomyslnost, homogenita a slabé a silné Pareto optimality. Žádná sociální funkce nesplňuje tyto požadavky současně. Nejdůležitější charakteristikou společenské funkce je identifikace interaktivního účinku alternativ a vytváření logický vztahů. Marketing poskytuje služby za účelem uspokojení zákazníků. S tím na mysli spotřebitel je považován za produktivní systém od počátku, na úrovni produkce, až ke konci životního cyklu produktu, (Kioumarsi et al., 2009).

## Model černé skříňky
Model černé skříňky ukazuje interakční podněty, charakteristiky spotřebitelů, rozhodovací proces a reakci spotřebitelů. Může to být rozlišováno mezi mezilidskými podněty nebo intrapersonálními stimuly. Model černé skřínky je spojen s teorii černé skřínky behaviorismu, kde důraz není kladen na procesy uvnitř spotřebitelů, ale na vztah mezi podněty a reakcí spotřebitelů. Marketingové podněty jsou plánovány a zpracovávány společnostmi, zatímco stimuly na životní prostředí jsou dány sociálními faktory, na základě ekonomických, politických a kulturních okolností společnosti. Černá skříňka kupujícího obsahuje charakteristiku kupujícího a rozhodovací proces, který určuje reakce kupujícího.
| Environmentální faktory      | Environmentální faktory                                           | Černá skřínka kupujícího                                | Černá skřínka kupujícího                                                                                | Reakce kupujícího                                                     |
| Marketingové Podněty         | Environmentální Podněty                                           | Charakteristika kupujícího                              | Rozhodovací proces                                                                                      | Reakce kupujícího                                                     |
| ---------------------------- | ----------------------------------------------------------------- | ------------------------------------------------------- | --- | --------------------------------------------------------------------- |
| Produkt Cena Místo Propagace | Ekonomické Technologické Politické Kulturní Demografické Přírodní | Postoje Motivace Vnímání Osobnost Životní styl Znalosti | Rozpoznávání problému Vyhledávání informací Vyhodnocení alternativ Rozhodnutí nákupu Vyhodnocení nákupu | Výběr produktu Volba značky Volba prodejce Časování nákupu Výše koupě |

Model černé skřínky považuje reakce kupujícího jako důsledek vědomého, racionální rozhodovacího procesu, ve kterém se předpokládá, že kupující rozpoznal problém. Nicméně, ve skutečnosti mnoho rozhodnutí není prováděna ve vědomí problému ze strany spotřebitele.

## Vyhodnocení alternativ
V tomto procesu spotřebitel porovná značky a výrobky, které jsou v jeho poptávkové množině. Tato množina se týká počtu alternativ, které se vyskytnou u jednoho spotřebitele během procesu řešení problému. Někdy také známá jako uvažování, tato množina má tendenci být v malém poměru k celkovému počtu dostupných možností. Jak může marketingová organizace zvýšit pravděpodobnost, že její značka je součástí poptávkové množiny spotřebitele? Spotřebitelé vyhodnocují alternativy ve světle funkčních a psychologických výhod, které nabízejí. Marketingová organizace potřebuje pochopit, jaké výhody spotřebitelé hledají a které atributy jsou nejdůležitější z hlediska rozhodování. Rovněž je třeba zkontrolovat ostatní značky v poptávkové množině zákazníka pro přípravu vhodného plánu pro svou vlastní značku.

## Rozhodnutí nákupu
Poté, co byly hodnoceny alternativy, je spotřebitel připraven učinit rozhodnutí o koupi. Někdy nákupní záměr nemá za následek uskutečnění nákupu. Marketingové organizace musejí umožnit spotřebiteli jednat o svém nákupním záměru. Organizace může používat širokou škálu technik k dosažení tohoto cíle. Poskytování úvěru nebo stanovení platebních podmínek může podpořit nákup. Může používat podporu prodeje, jako je například možnost získat prémii nebo vstoupit do soutěže. Ty mohou motivovat k nákupu "v tuto chvíli". Odpovídající vnitřní psychologický proces, který je spojen s rozhodnutím o koupi, je integrace. Jakmile je integrace dosažena, organizace mohou mnohem snáze ovlivnit rozhodnutí o koupi.
Je známo 5 fází procesu nákupu spotřebitelů: fáze rozpoznávání problému, což znamená identifikaci něčeho co spotřebitel potřebuje. Hledání informací, což znamená, že bude hledat informace o produktu ze svých znalostí  nebo z vnějších zdrojů. Možnost alternativních variant, což znamená, že existuje lepší nebo levnější produkt, který je k dispozici. Rozhodnutí o koupi produktu a pak konečně skutečný nákup produktu. Toto ukazuje celý proces, přes který spotřebitel největší pravděpodobností projde, vědomě nebo ne, když koupí výrobek.

## Následné vyhodnocení nákup
Model EKB (Engel, Kollat, Blackwell) byl dále rozvíjen Ricejem (1993), který navrhl, že by tam měly být i zpětné vazby. Foxall (2005), dále navrhuje, že je důležité vyhodnocení nákupu, a že to je klíč, který má velký vliv na budoucí nákupní modely (vzory).

## Jiné vlivy
Spotřebitelské chování je ovlivněno vnitřními podmínkami, jako je demografie, životní styl, osobnost, motivace, znalosti, postoje, přesvědčení a pocity. Psychologické faktory zahrnují motivace jednotlivců, vnímání, postoje a přesvědčení, zatímco k osobním faktorům patří úroveň příjmů, osobnost, věk, povolání a životní styl.
Shoda mezi osobností a způsobem, jakým je přesvědčivá zpráva orámovaná (tj. vyrovnání rámce zprávy s osobnostním profilem příjemce) mohou sehrát důležitou roli při zajišťování úspěchu této zprávy. V nedávném experimentu bylo použito pět inzerátů (každý navržen tak, aby byl zaměřen na jednu z pěti hlavních zvláštnostních oblastí lidské osobnosti) konstruovaných pro jeden produkt. Výsledky prokázaly, že reklamy byly hodnoceny příznivěji, čím více korespondovaly s motivy účastníků. Přizpůsobení přesvědčivé zprávy osobnostním rysů cílového publika může být efektivní způsob, jak zvýšit dopad jednotlivých zpráv.
Chování může být také ovlivněno vnějšími vlivy, jako je kultura, subkultura, společenská třída, minulé zkušenosti referenčních skupin, rodiny a situační determinanty. Kultura je nejširší a nejvíce abstraktní ze všech vnějších faktorů, je složena z hodnot, norem a zvyků sdílených členy společnosti. Je důležité zkoumat vliv kultury na chování spotřebitelů pro marketéry rozšiřující své mezinárodní marketingové úsilí. Subkultury mohou být na základě věkového, geografického, náboženského, rasového a etnického rozdílů. Tyto rasové / etnické subkultury jsou důležité pro marketéry, z důvodu jejich růstu, velikosti a kupní sily. Sociální třída se odkazuje na relativně homogenních divizí společnosti, do které lze rozdělit lidi sdílející podobný životní styl a zájmy. Tyto společenské třídy jsou důležité pro marketéry, protože tito spotřebitelé mají podobné nákupní zvyklosti. Referenční skupina je definována jako "skupina, jejíž předpokládané pohledy nebo hodnoty jsou používány jednotlivcem jako základ pro jeho nebo její úsudek, názory a činy." Jako spotřebitelé používáme tři různé typy referenčních skupin, včetně, asociativní, toužebný a disociativní jako vodítko pro určité druhy chování. Marketéři používají tyto skupiny k vytvoření reklamy. A konečně, situační determinanty nebo nákup a používání rozhodnutí. Tři typy z nich mohou mít vliv ve: specificky užívaných situacích, v nákupních situacích a nastavení komunikace.